# Remington New Model Army

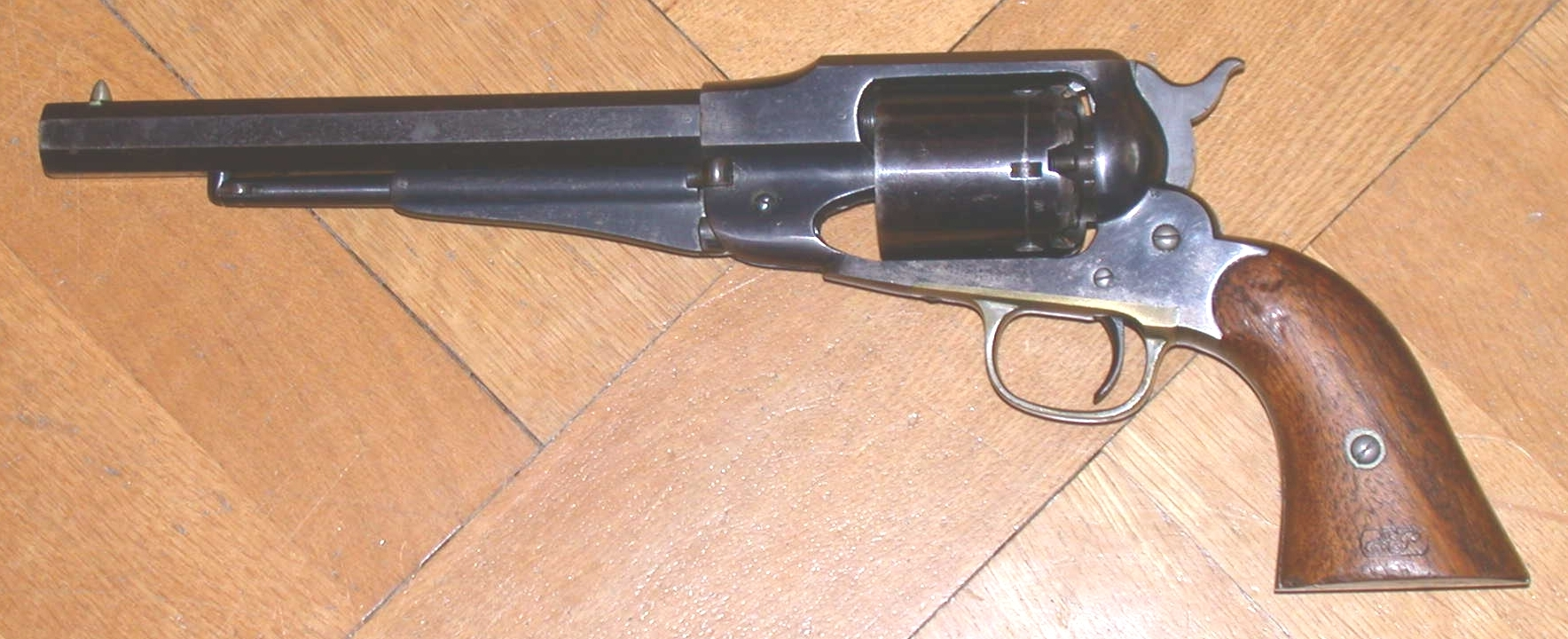
Remington New Model Army

Der Remington New Model Army, im Kaliber .44, war ein Perkussionsrevolver der Firma Remington Arms aus dem Jahre 1863, der als  Ordonnanzwaffe im amerikanischen Sezessionskrieg, vorwiegend bei der Kavallerie der Union eingesetzt war.

## Geschichte
Der Remington New Model Army wurde von 1863 bis 1875 produziert. Es wird geschätzt, dass etwas über 122.000 Stück hergestellt worden sind. Die ersten ca. 30.000 Revolver hatten noch ein im Schwalbenschwanz seitlich verschiebbares Korn aus Messing, später wurde das Korn aus Eisen fest verschraubt.
Die Remington-Revolver wurden von Fordyce Beals, Ingenieur bei Remington und Patentinhaber (F. Beals Pat. Juni 24, 1856 und May 26, 1857) entwickelt. Das New Model war der Nachfolger des Remington 1861 Army (später Old Model genannt), von dem an die 12.000 Stück hergestellt worden sind. Dieser basierte auf dem Remington-Beals Army Revolver, dem ersten großkalibrigen Revolver der Firma. Der Ladebügel dieser beiden Waffen war so gestaltet, dass er nicht herunter geklappt werden musste, um die Trommelachse herauszuziehen. Der Ladebügel des New Model hingegen blockierte die Trommelachse, er musste nach unten geklappt werden, damit man diese herausziehen konnte. (Zwei oder mehrere zusätzliche Trommeln erlaubten ein schnelleres Nachladen im Gefecht.)
Die US-Armee beurteilte zwar alle drei Versionen als nicht sehr ausgereift, schaffte aber trotzdem 115.563 Stück an, da Colt allein den Bedarf an Faustfeuerwaffen nicht decken konnte. Aufgrund seiner Robustheit bewährte sich der Remington jedoch und war beliebt bei der Truppe. Der einteilige Rahmen erlaubte die Verwendung auch im Nahkampf, was beim vergleichbaren Colt Army Model 1860-Revolver problematisch war, da dieser aus vier Bauteilen bestand: Dem Griffstück, dem Systemkasten mit der eingeschraubten Trommelachse, der Trommel und dem  Lauf inklusive Ladehebel. Das Griffstück war mit fünf Schrauben am Systemkasten befestigt, die Trommel saß auf der massiven Trommelachse, auf die das Laufstück aufgeschoben und mit einem Querkeil arretiert wurde.
Beim Remington war der Lauf fest mit dem einteiligen Rahmen/Griffstück verschraubt. Die Trommelachse wurde von vorne eingeschoben und durch den Ladebügel gehalten. Die massive einteilige Waffe mit dem unten verstärkten Ladebügel konnte im Nahkampf als Schlagwaffe eingesetzt werden, was beim Colt eher riskant war.

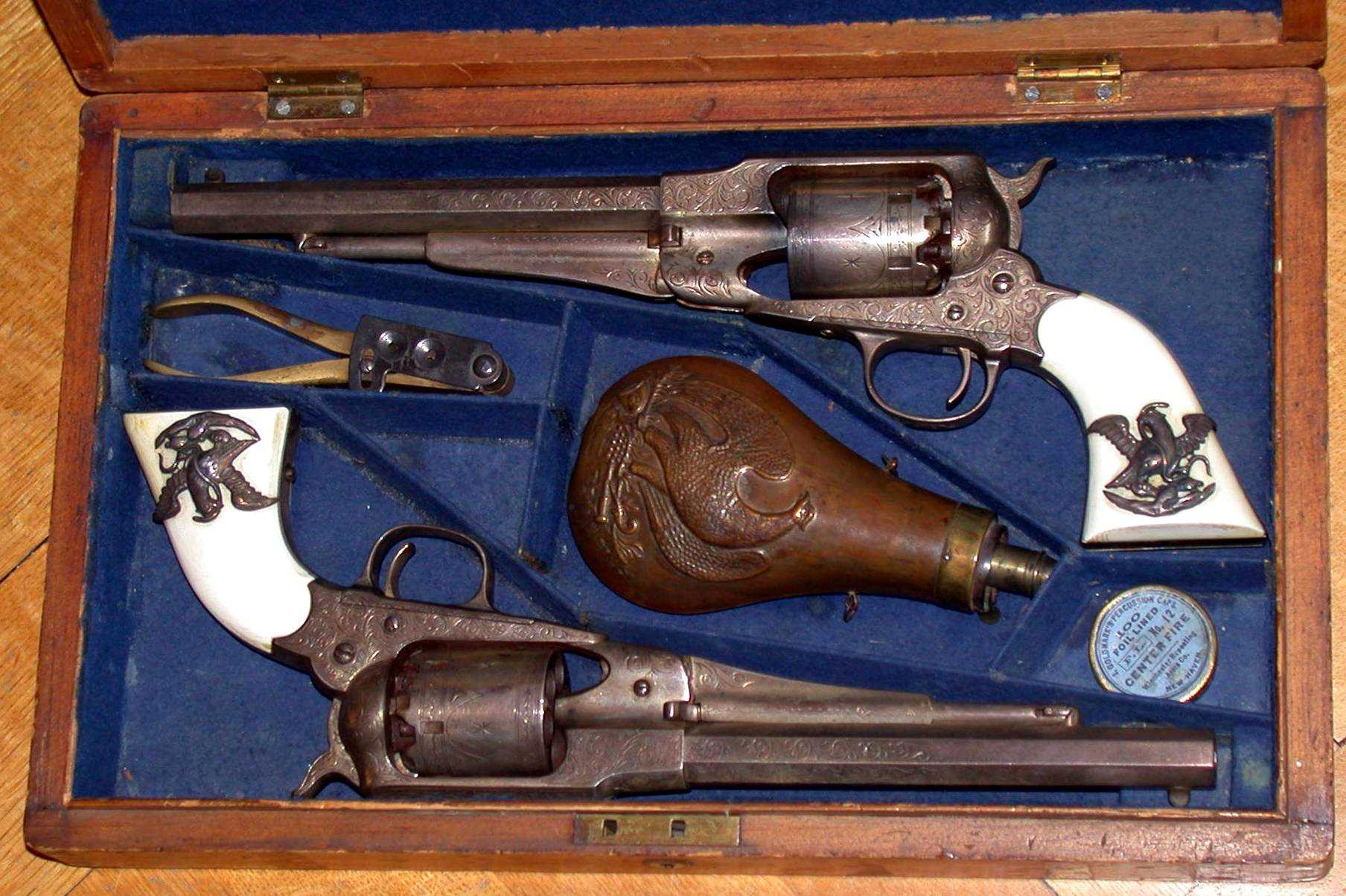
Zwei Remington New Model Army mit Gravur und dem mexikanischen Motiv "Schlange und Adler"

Die stabile Bauweise des Remington-Revolvers hatte einen Nachteil. Beim Colt konnte der Lauf zur Reinigung abgenommen werden. So konnten Pulverrückstände herausgewaschen werden, ohne dass Wasser ins Schloss eindringen konnte.

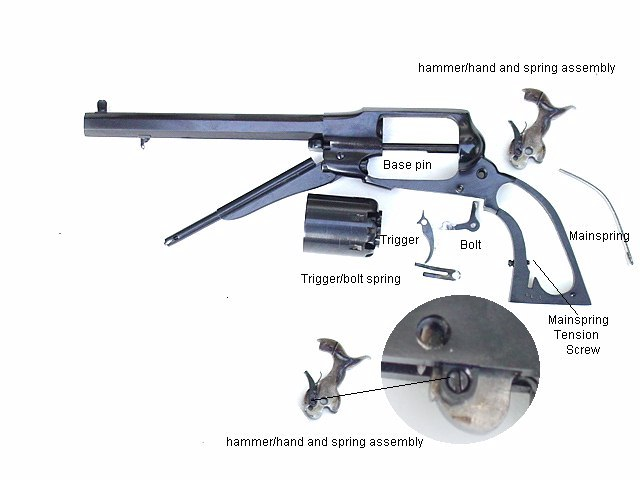
Field strip: New Model Army, zerlegt

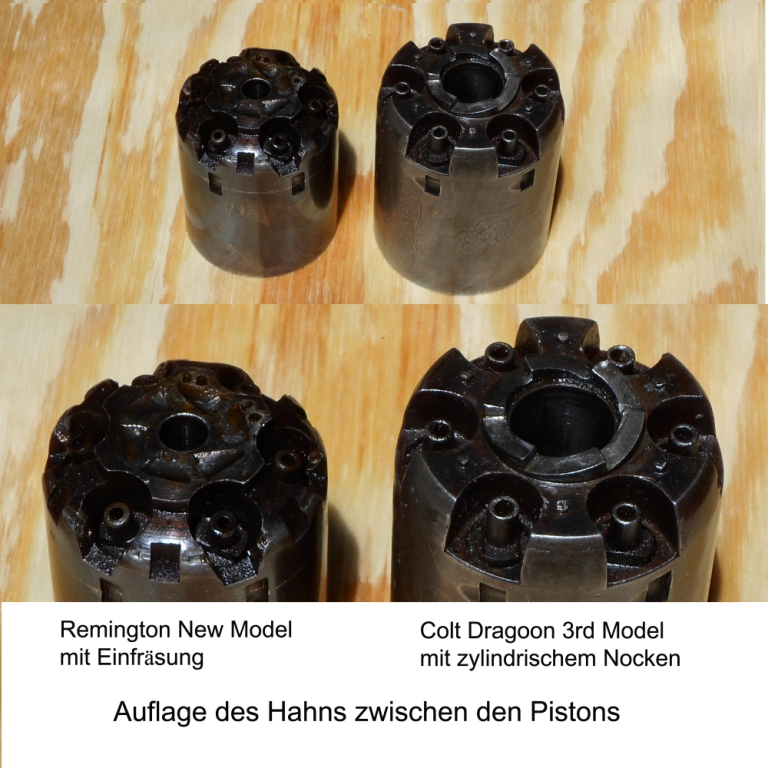
Hahnauflage Colt, Remington

Systemgleich stellte Remington ein kleineres Navy- und ein Police-Model im Kaliber .36 sowie ein Pocket-Model im Kaliber .31 her.
Die meisten der Remington New Model Army Revolver wurden an die US-Armee geliefert. Sie sind an diversen Stempelungen und der unten an der linken Griffschale eingepressten Inspektormarke (Beispiel GP für Giles Porter, Subinspektor 1862–75) erkennbar. Nach dem Ende des amerikanischen Bürgerkrieges wurden sie im zivilen Markt verkauft, ein Teil ging nach Frankreich zur Bewaffnung der Truppen im Deutsch-Französischen Krieg.
Auch Offiziere der Schweizer Armee trugen solche Revolver und es wird vermutet, dass diese mit den in die Schweiz geflohenen Bourbaki-Truppen ins Land kamen. Diese Revolver sind erkenntlich an auf dem Rahmen eingeschlagenen großen Nummern im Bereich bis ca. 200.

## Besonderheit
Interessant ist, dass das Patentdatum des Old Model der 17. Dezember 1861 ist, während der New Model Army, der das Old Model ersetzte, das Patentdatum 14. September 1858 trägt.
Eine weitere Besonderheit war, dass diese Waffe bereits eine simple, aber effektive Sicherung hatte. Da es zu jener Zeit noch keine Fallsicherungen bei Revolvern gab, luden die Schützen bei einem sechsschüssigen Revolver nur fünf Kammern und ließen eine leer, auf welcher der Hahn ruhte. Fiel die Waffe zu Boden, so konnte sich kein Schuss lösen.
Der Remington hingegen hatte auf der Trommel zwischen jedem Piston eine Fräsung, in welche man den Hahn einrasten konnte, die sogenannte „Hahnrast“. Man hob den Hahn etwas an, drehte die Trommel nur halb weiter und ließ dann den Hahn in diese Fräsung einrasten. Somit war gewährleistet, dass der Hahn nicht auf eine geladene Kammer treffen konnte. Wurde der Hahn von hinten angeschlagen, so passierte nichts.

## Erste Patronenrevolver

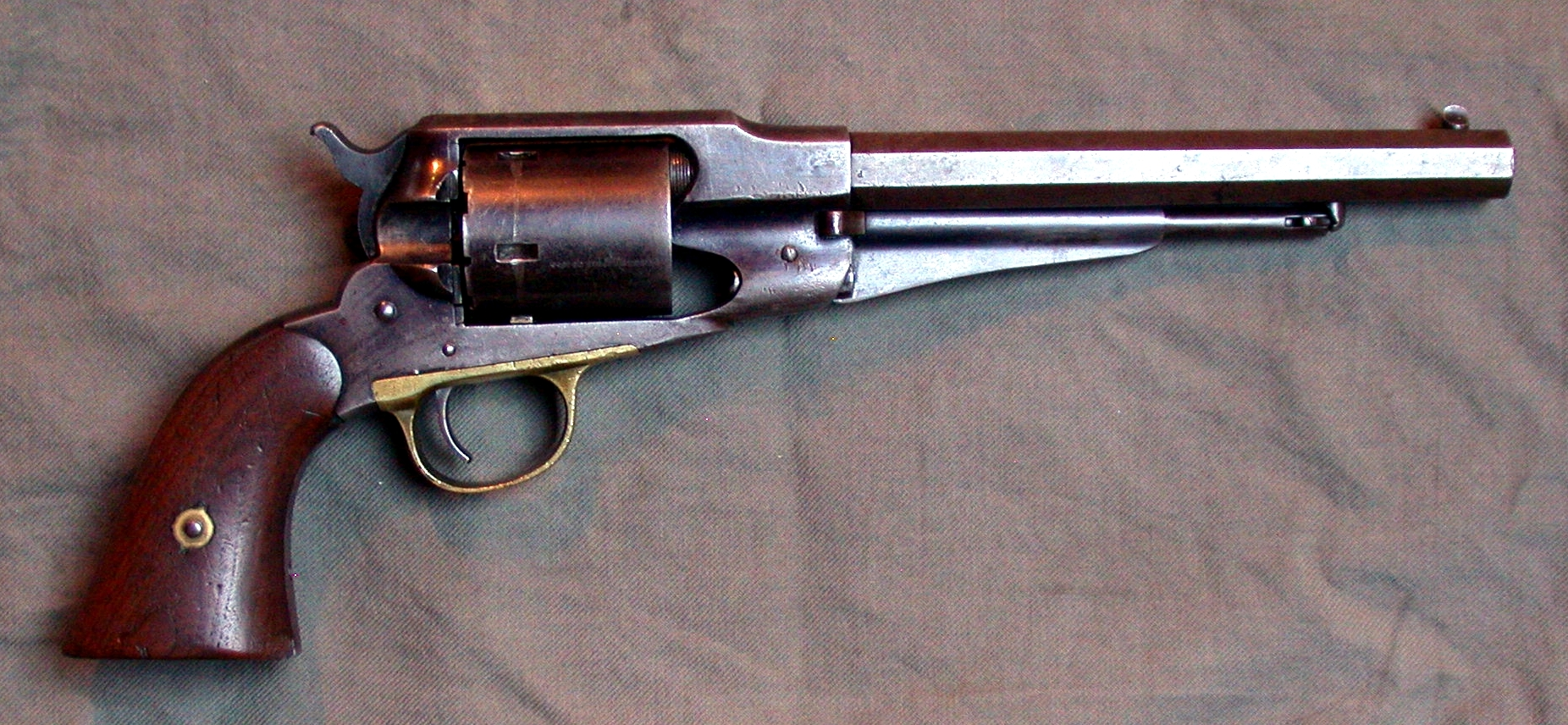
Remington Conversion cal .46

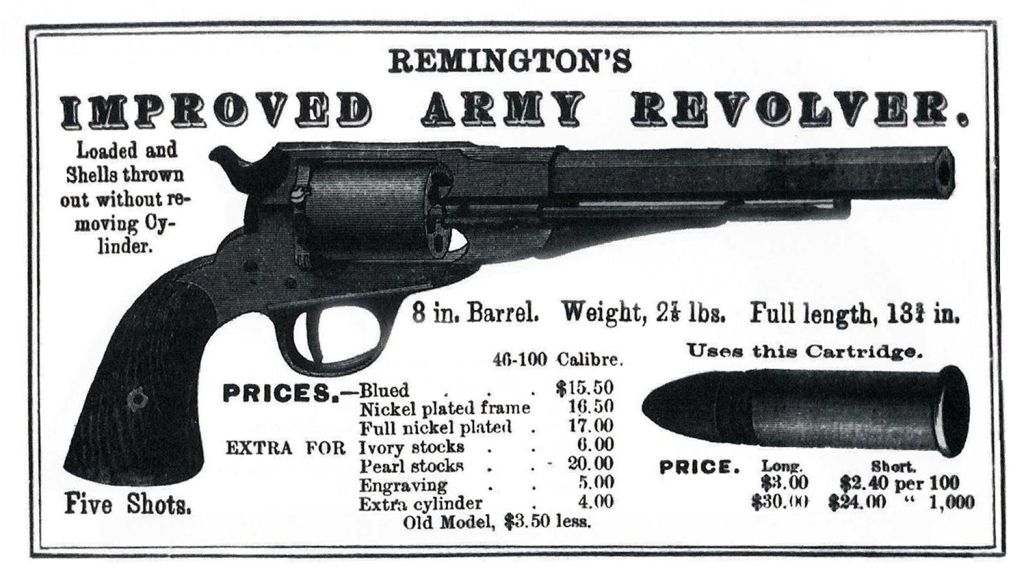
Remington .46 Conversion, Anzeige

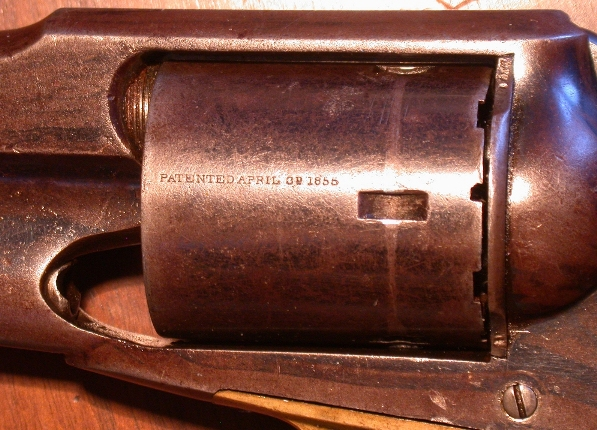
Remington Conversion mit Rollin White Patentinschrift

In Anwendung des Rollin-White-Patents vom 3. April 1855 brachte Smith & Wesson 1857 einen Hinterlader-Revolver für Metallpatronen auf den Markt, den Smith & Wesson No 1. Anderen Herstellern war es nicht erlaubt, Revolver mit zylindrisch durchbohrter Trommel für Patronen auf den Markt zu bringen.
Remington verständigte sich mit Smith & Wesson und erhielt eine Lizenz zur Herstellung von Umbausätzen, um die Waffen für die Verwendung von Patronen herzurichten. Ab Februar 1868 brachte Remington einen gut funktionierenden Umbausatz für sein New Model Army und auch die kleineren Modelle auf den Markt. Allein 4574 Remington New Model Army wurden so auf Hinterladung im Kaliber .46 umgebaut, sie sind an der Umbaunummer und an der Patentaufschrift – Patented April 3d 1855 – erkennbar. Die Waffe konnte durch Auswechseln der Trommel und des Hahns umgerüstet und daher sowohl mit Perkussionszündung als auch mit Randfeuerpatronen Kaliber .46 verwendet werden. Die Patentinschrift vom 3. April 1855 auf der fünfschüssigen Trommel weist darauf hin, dass Remington für diese Abänderung von Smith & Wesson, dem Inhaber des Rollin-White-Patents lizenziert war.
Siehe auch Colt Open Top
Der abgeänderte Remington war vermutlich der erste an die US-Truppe abgegebene Patronenrevolver. Nachgewiesen ist, dass er in den Indianerkriegen neben den Perkussionsrevolvern verwendet worden ist. Im „Army and Navy Journal“ vom 25. September 1869 kritisieren Kavallerieoffiziere die Nachteile des früher abgegebenen Remington (Perkussionsrevolver) gegenüber dem kürzlich verteilten neuen Modell (Patronenrevolver). Im Artikel steht auch, dass das Gefecht der Truppen von Capt. Fettermann mit Patronenrevolvern hätte vermieden werden können (1866 wurde Fettermann mit 80 Mann von einer Übermacht von Cheyennes und Sioux in einen Hinterhalt gelockt und bis auf den letzten Mann aufgerieben).

## Nachfolgemodell
1875 wurde das erste Nachfolgemodell als Patronenrevolver, der Remington Model 1875 Single Action Army  in den Kalibern .44 Remington CF, .44-40 WCF und .45 Colt (selten) auf den Markt gebracht. Er erinnerte optisch stark an den Colt Single Action Army, lediglich das Griffstück war anders und unter dem Lauf gab es eine Konstruktion, die immer noch an den Ladebügel erinnerte, aber keine Funktion mehr hatte, es sei denn, man verwendete den Revolver als Schlagwaffe. Der Verkauf dieser Waffe entwickelte sich nur sehr zögerlich, so wurden zwischen 1875 und 1889 nur rund 25.000 Stück hergestellt.
1890 wurde der Revolver Remington Model 1890 als weiteres Nachfolgemodell auf den Markt gebracht, der Remington Model 1890 Single Action Army. Optisch wieder sehr stark an die Vorgängermodelle angepasst hatte diese Waffe noch weniger Erfolg als ihre Vorgänger. Bis 1894 wurden nur rund 2.000 Stück verkauft, was zur Einstellung der Produktion führte.

## Berühmte Besitzer
Von Buffalo Bill ist bekannt, dass er von 1866 bis 1870 einen „New Model Army“ besaß und folgendermaßen beurteilte: „It never failed me“. Zwei andere berühmte Besitzer dieser Waffe waren Wyatt Earp und Frank James.